# Leicester (fårras)

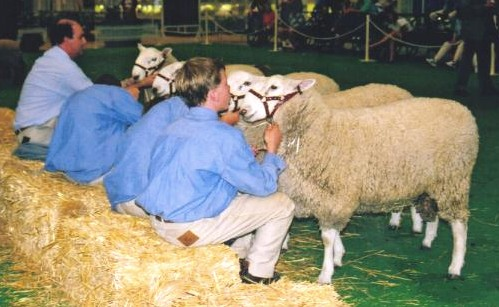
Leicesterbaggar bedöms på en husdjursutställning i Australien.

Leicester är en brittisk fårras, främst använd för kött- och pälsproduktion.

## Utseende
Rasen har lång, vanligtvis vit ull. Det är kraftiga djur med bred och lång kropp. Vikten för vuxna individer är mellan 65 och 85 kilogram för tackor, 100 till 120 kilogram för baggar.

## Historia
Rasen är mycket gammal, men någon egentlig avel påböjades inte förrän Robert Bakewell (1726–1795) renavlade rasen omkring 1755. Till Sverige importerades den kort därefter (de första djuren redan under 1760-talet) av Jonas Alströmer. I Sverige finns ca 2000 renrasiga tackor (2007).

## Användning
Lammullen är lång och silkig, och används ofta till pälsar. De vuxna djuren används främst som köttdjur, men ullen är riklig och rasen hålles även för ullproduktion. Den paras ofta med gotlandsfår för att ge vita pälsar.